# Zip2
Zip2 Corp. је била компанија која је медијима обезбедила и лиценцирала софтвер за онлајн водич за град. Компанију су основали у Пало Алту у Калифорнији као Global Link Information Network, Inc. 9. новембра 1995. Грег Кери и браћа Елон и Кимбал Маск. У почетку је Глобал линк омогућио локалним предузећима присуство на Интернету,‍:61, али је касније почео да помаже медијима у дизајнирању онлајн водича за градове пре него што га је купио Компак компјутер 2000. године.

## Историја
Илон је почетну пословну идеју добио на летњем стажирању 1994. када је продавац „Жутих страница” (Жуте странице су телефонски именици предузећа, организовани по категоријама) дошао је у канцеларију свог послодавца да понуди куповину онлајн пословног списка поред традиционалног уноса у књизи Жутих страница.
Global Link Information Network, Inc. су основали у новембру 1995. браћа Илон и Кимбал Маск и Грег Кери у Пало Алту у Калифорнији новцем прикупљеном од мале групе анђелских инвеститора, плус 8.000 $ US од Керија. У биографији Илона Маска, Ешли Венс тврди се да је њихов отац, Ерол Маск, обезбедио браћи 28.000 долара током тог времена,:Ch.4 али је Илон Маск касније то порекао. Касније је рекао да је његов отац обезбедио око 10% од 200.000 америчких долара као део касније рунде финансирања.
У почетку је Глобал линк омогућио локалним предузећима присуство на Интернету повезујући њихове услуге са претраживачима и дајући упутства.‍:61  Илон Муск је комбиновао бесплатну Navteq базу података са пословном базом података Пало Алто да би направио први систем.
Године 1996. Глобал линк је примио 3 милиона долара улагања од Mohr Davidow Ventures и званично је променио име у Zip2. Davidow Ventures је променио основну стратегију Zip2 са локализоване директне на пословну продају да уместо тога продаје националне позадинске софтверске пакете медијима да направе сопствене директоријуме. Илон Маск је именован за главног технолошког директора, а Рич Соркин је постао главни извршни директор. Zip2 је означио „We Power the Press” као свој званични слоган и наставио да расте. Zip2 је склопио уговоре са The New York Times−ом, Knight Ridder-ом и Hearst Communications−ом, а његова сарадња са новинама учинила га је главном компонентом „одговора америчке новинске индустрије на индустрију онлајн водича кроз градове“, према Editor & Publisher-у.
До 1998. године, компанија се удружила са око 160 новина како би развила водиче за градове, било локално или у пуном обиму. Према речима председника и суоснивача Илона Маска, двадесет од тих новина довело је до комплетних градских водича. The New York Times је известио да је Zip2 такође обезбедио новинама онлајн именик, календар и е-пошту уз њихову основну понуду.

## Производ
Zip2 је омогућио двосмерну комуникацију између корисника и оглашивача. Корисници би могли да шаљу поруке оглашивачима и да ту поруку проследе на њихов факс. Исто тако, оглашивачи могу да шаљу факсове корисницима, а корисници могу да виде тај факс користећи одређене УРЛ адресе.
Један Zip2 производ се звао „Ауто водич”. AutoGuide је повезао кориснике онлајн новина са локалним заступницима или продавцима аутомобила за приватне забаве.

## Покушаји спајања и аквизиције
Априла 1998. Zip2 је покушао да се споји са Citysearch-ом, његовим главним конкурентом. Док је Маск у почетку подржавао спајање, он је убедио управни одбор да не настави са тим. Према The New York Times-у, две компаније су „навеле некомпатибилност у културама и технологији“ као разлог неуспеха спајања.
Compaq Computer је 1999. године платио 305 милиона долара за куповину Zip2. Compaq Computer paid US$305 million to acquire Zip2. Elon and Kimbal Musk, the original founders, netted US$22 million and US$15 million respectively.  Илон и Кимбал Маск, првобитни оснивачи, зарадили су 22 милиона долара и 15 милиона долара. Компанија је купљена да побољша Компак-ов AltaVista веб претраживач.